# Place Albert Ier
Het Place Albert Ier is een plein in het Belgische stadje Herve.
Op de plaats van dit plein was van 1857 tot 1897 het kerkhof gelegen dat voordien de Sint-Jan-de-Doperkerk omringde. Het werd uiteindelijk verplaatst naar de Route de Soumagne. Pas in 1918 verdwenen de laatste overblijfselen van dit kerkhof, om plaats te maken voor noodwoningen, ten gevolge van de verwoestingen gedurende de Eerste Wereldoorlog. Daarna werd het plein nog gebruikt als overdekte boter- en veemarkt.
Tegenwoordig is het een groot rechthoekig plein met plantsoenen en parkeerplaatsen. Het is vernoemd naar Koning Albert I, die in 1934 overleed.